# Zulfikar Ali Bhutto
Zulfiqar Ali Bhutto (tiếng Urdu: ذوالفقار علی بھٹو, Sindhi: ذوالفقار علي ڀُٽو, /zʊlfɪqɑːɾ ɑli bɦʊʈːoː/) (5 tháng 1 năm 1928–4 tháng 4 năm 1979) là một nhà chính trị Pakistan, giữ chức Tổng thống Pakistan từ năm 1971 đến 1973 và chức vụ Thủ tướng Pakistan từ năm 1973 đến 1977. Ông là người sáng lập Đảng Nhân dân Pakistan (PPP), một trong những đảng phái chính trị có ảnh hưởng nhất của Pakistan. Con gái ông, bà Benazir Bhutto cũng hai lần làm thủ tướng và bà đã bị ám sát ngày 27 tháng 12 năm 2007.
Năm 1977, Bhutto đã bị cáo buộc gian lận bầu cử và năm 1979 đã bị hành quyết sau một cuộc xét xử gây nhiều quan điểm trái chiều, bị buộc tội giết chết các đối thủ chính trị. Vụ xét xử này theo chỉ đạo của tướng Muhammad Zia-ul-Haq. Gia đình Bhutto, những người trung thành với ông và những cơ quan do họ quản lý coi ông là Shaheed Zulfiqar Ali Bhutto, còn những người Pakistan khác coi ông là lãnh đạo tham nhũng nhất trong lịch sử Pakistan.